# Cartier SA
Cartier SA ou Cartier, é uma empresa francesa multinacional que produz objetos de luxo, como relógios e jóias. Foi criada em Paris, em 1847, por Louis-François Cartier, e tornada célebre por seu filho Louis Cartier. Permaneceu sob comando da familia até 1964 e atualmente é uma subsidiária da Compagnie Financière Richemont SA.
É atribuída a popularização do relógio de pulso masculino à empresa, desenvolvido por solicitação do aeronauta Santos Dumont, o protótipo feito em 1904 com tiras de couro presas a uma caixa metalizada recebeu o nome de "Santos".
A Cartier possui um vínculo histórico com diversas celebridades e membros de famílias reais. O Rei Eduardo VII do Reino Unido se referiu a empresa como "a joalheria dos reis e o rei dos joalheiros."

## Presença internacional

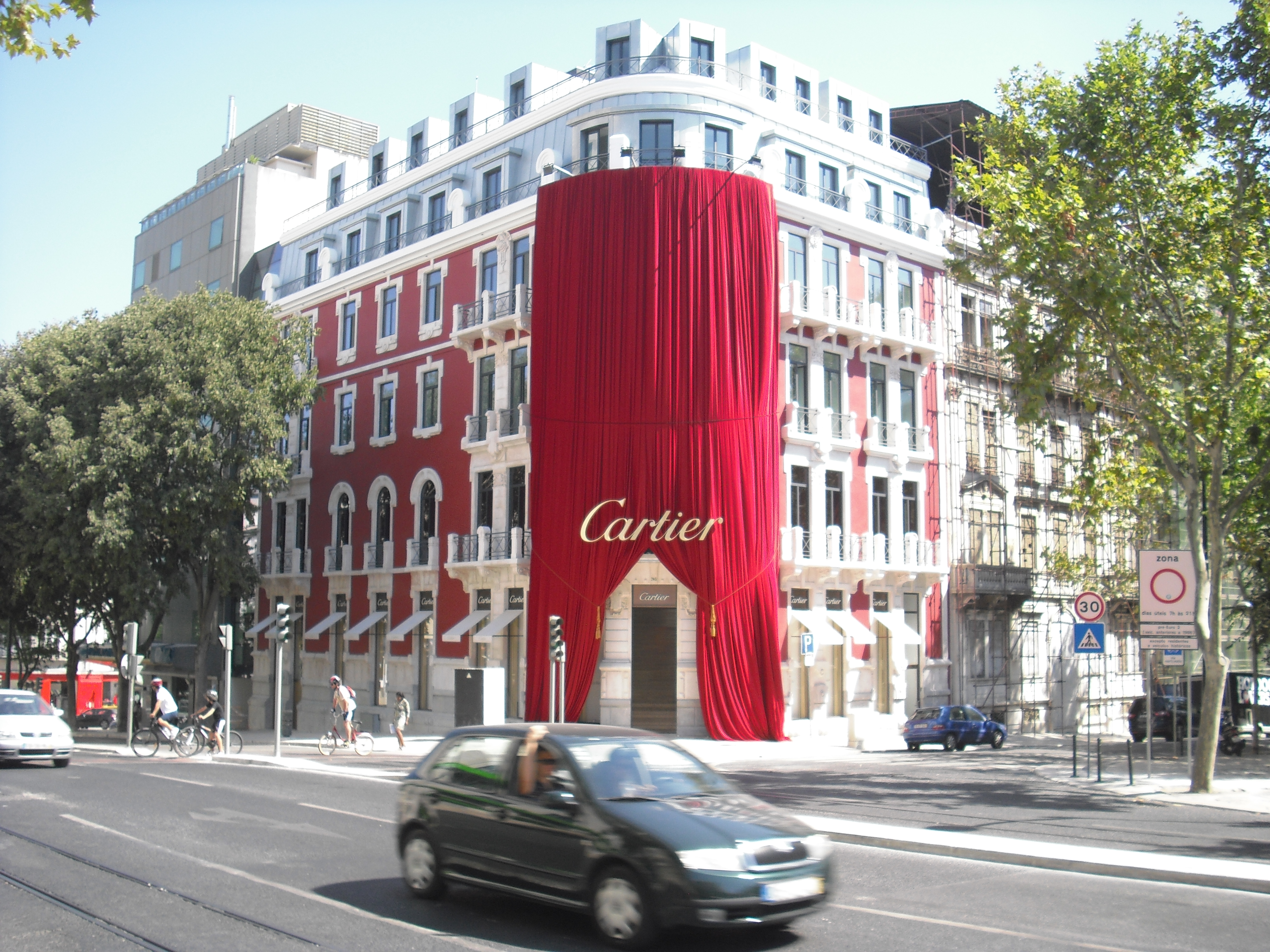
Fachada da loja da Cartier na Avenida da Liberdade, em Lisboa

A Cartier possui mais de 300 boutiques em 62 países, e três lojas conceito em prédios históricos de Paris, Londres e Nova Iorque.
No Brasil está presente desde 1978 e inaugurou a primeira loja na Rua Haddock Lobo em 1997. Atualmente possui três lojas nos estados de São Paulo e Rio de Janeiro.